# Basílica de Nuestra Señora de Orcival
La basílica [de] Nuestra Señora de Orcival (en francés: basilique Notre-Dame d'Orcival) es una iglesia medieval francesa de estilo románico auvernés situada en Orcival en el departamento de Puy-de-Dôme, en la región de Auvernia-Ródano-Alpes. Fue declarada basílica menor el 17 de julio de 1894.
Es una de las cinco iglesias románicas de Auvernia llamadas «mayores» (majeures), con la basílica de Nuestra Señora del Puerto de Clermont-Ferrand, la iglesia de San Austremonio de Issoire, la iglesia de Saint-Nectaire y la iglesia de Notre-Dame de Saint-Saturnin.
Fue objeto de una clasificación al título de monumento histórico de Francia, parte de la primera lista de monumentos históricos del país, la lista de monumentos históricos de 1840, que contaba con 1034 monumentos.

## Historia
La iglesia de Nuestra Señora de Orcival fue construida entre 1146 y 1178. En el siglo XI, una iglesia ubicada al este de la villa acogía una estatua muy venerada de la Virgen, de la que la leyenda afirmaba que había sido tallada por san Lucas. Todo apunta a que la actual basílica fue construida por el éxito creciente de un peregrinaje. Nuestra Señora de Orcival se convirtió luego en la nueva sede de la célebre estatua, conservada ahora en el santuario de la iglesia y que desde entonces es objeto de una peregrinación anual el Jueves de la Ascensión.
La basílica fue severamente dañada por los fuertes terremotos que sacudieron la región en 1477 y 1490.

## Arquitectura

Planos de la iglesia
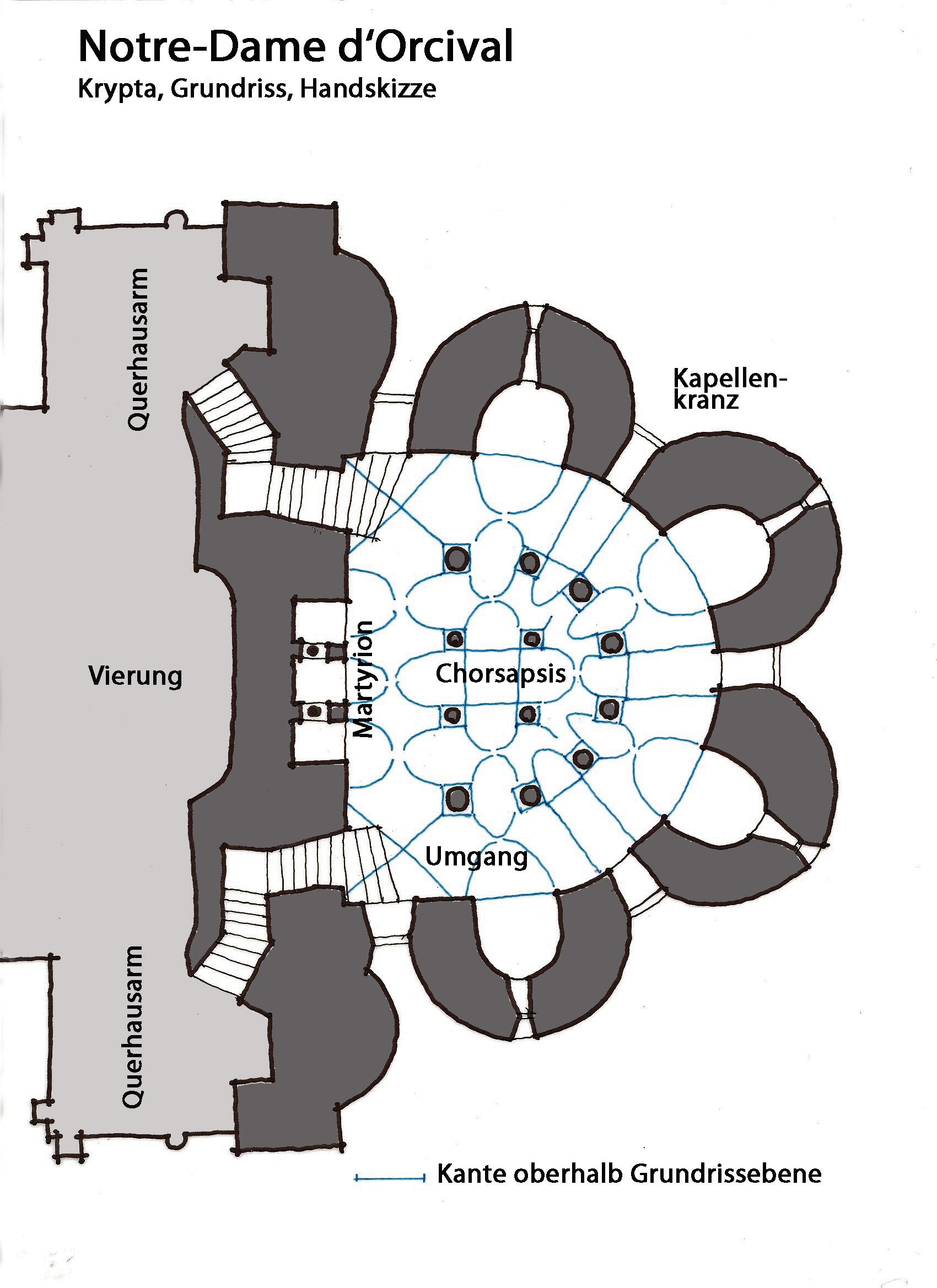
Plano de la cripta
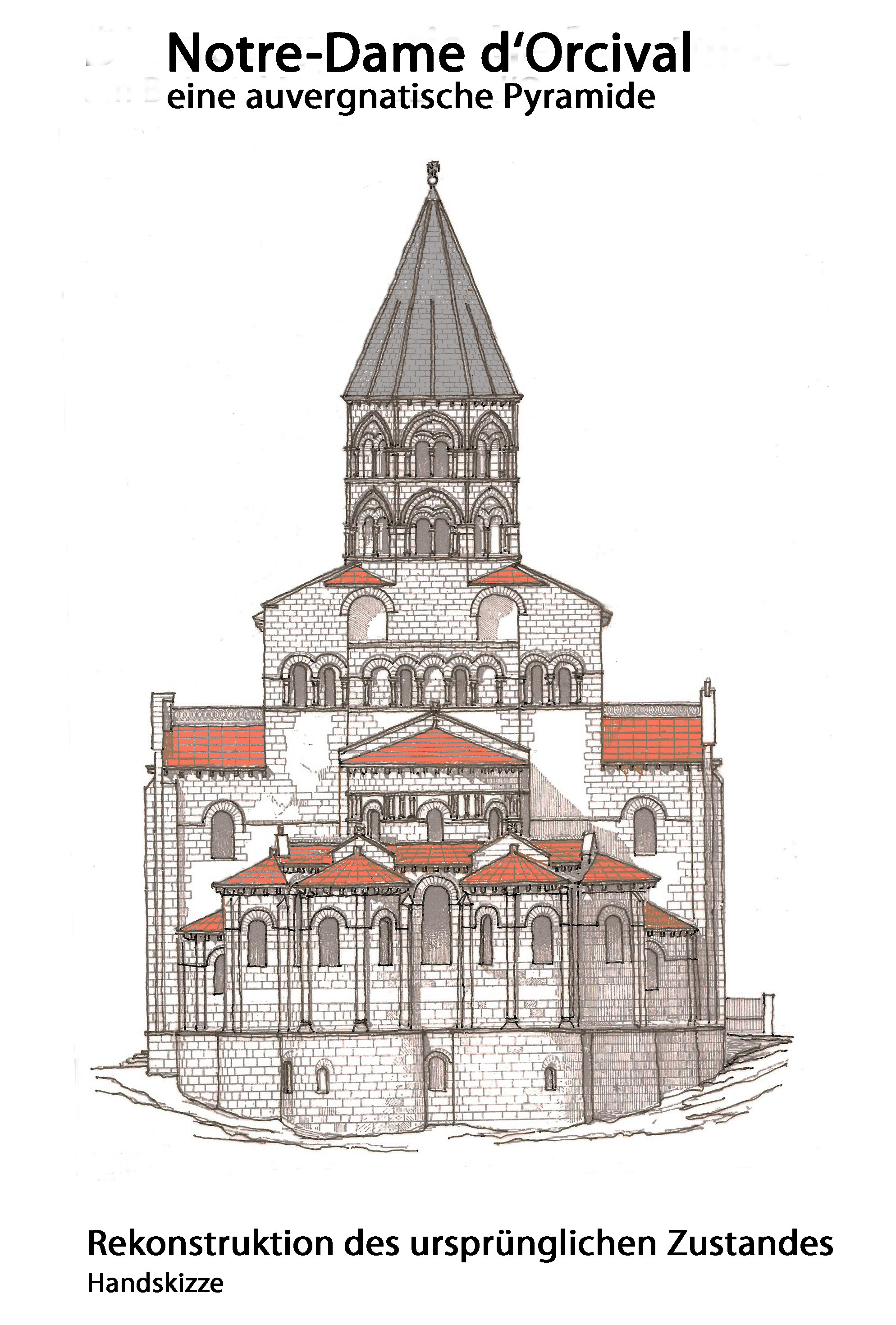
Alzado de la cabecera
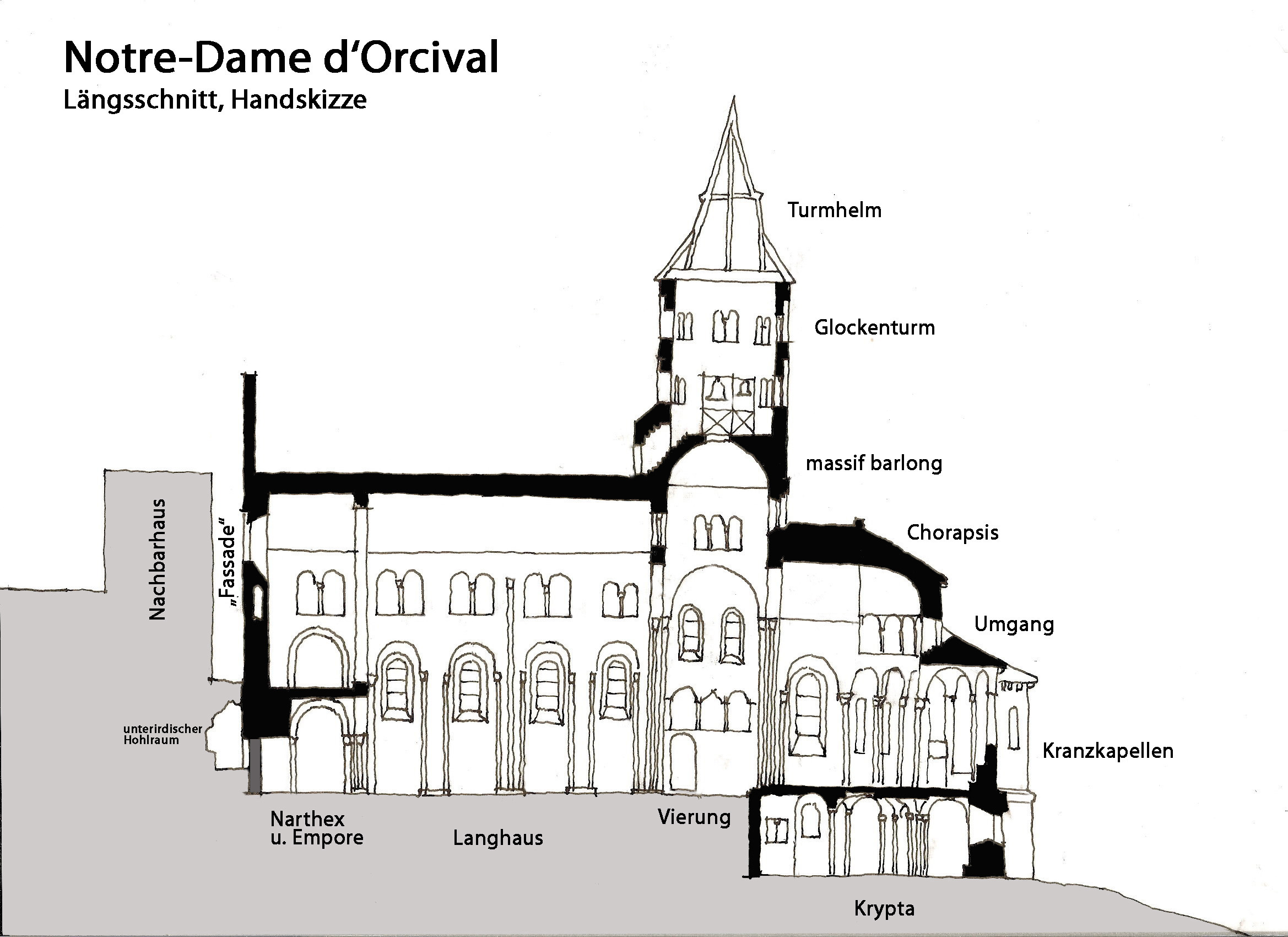
Sección longitudinal
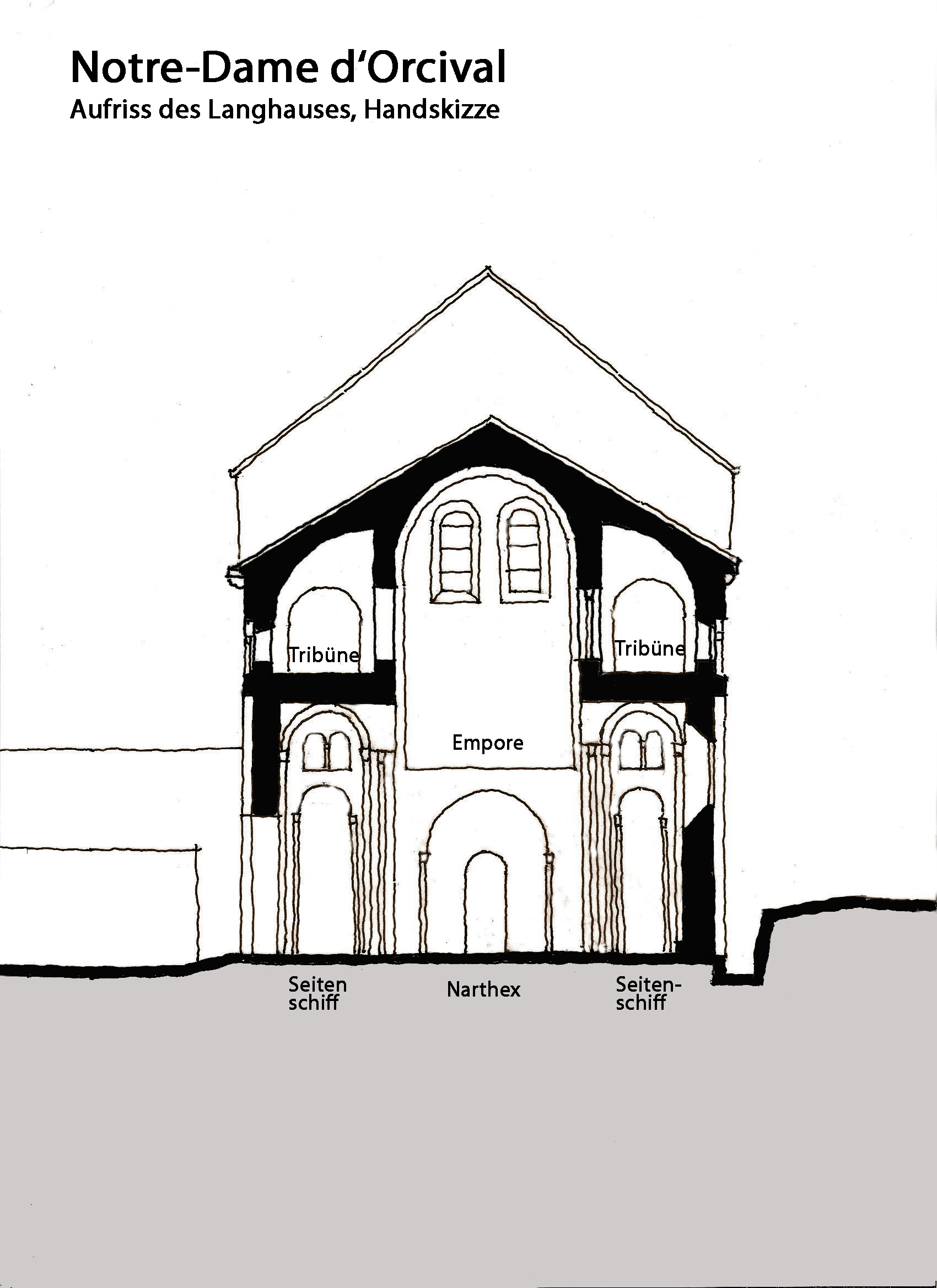
sección transversal

### Estructura de la cabecera
La basílica de Nuestra Señora de Orcival presenta una destacada cabecera románica auvernesa constituida por una escalonamiento de volúmenes de altura creciente:
- dos absidiolos adosados a los brazos del transepto
- cuatro capillas radiantes
- el deambulatorio
- el coro
- los brazos del transepto
- el «macizo barlong»
- el campanario octogonal

Su cabecera es en todos los aspectos comparable a la de la basílica de Notre-Dame-du-Port y más desarrollada que la de la iglesia de Saint-Nectaire (que tiene solo tres capillas radiantes) o a la de la Iglesia Nuestra Señora de San Saturnino (que no tiene ninguna). Entre las cinco iglesias románicas auvernesas «mayores», solo la iglesia de Saint-Austremoine de Issoire fue mejor, dado que tiene una capilla axial rectangular.
La silueta característica y el impulso vertical de las cabeceras de Auvernia se deben al «macizo barlongo», este paralelepípedo alargado transversalmente que supera el crucero del transepto y está coronado por la torre del campanario. El aumento gradual de los volúmenes se acentúa aún más por los dos techos inclinados del "macizo barlongo" que enmarcan el nacimiento de la torre del campanario.

Vistas exteriores
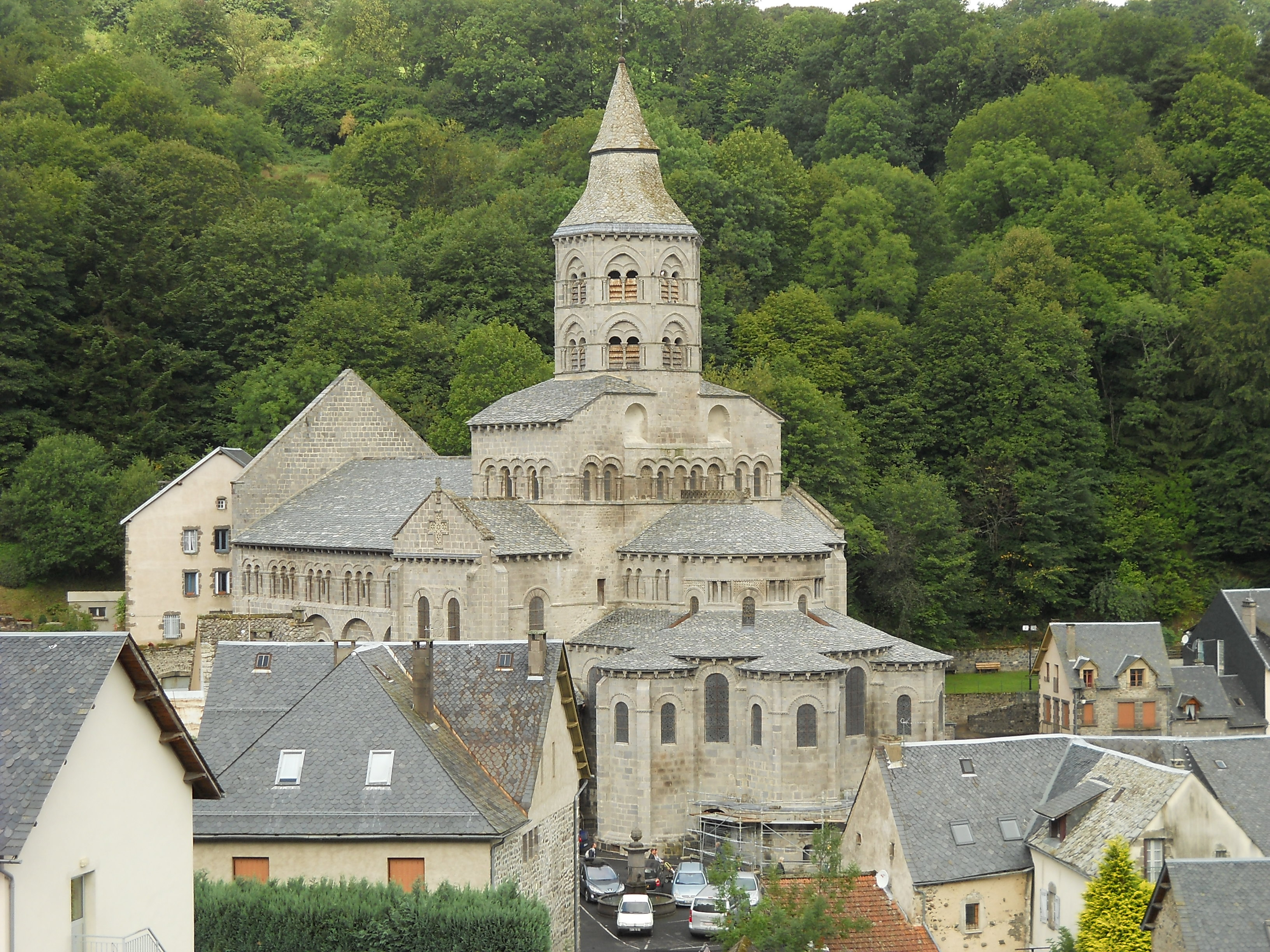
Vista de la basílica
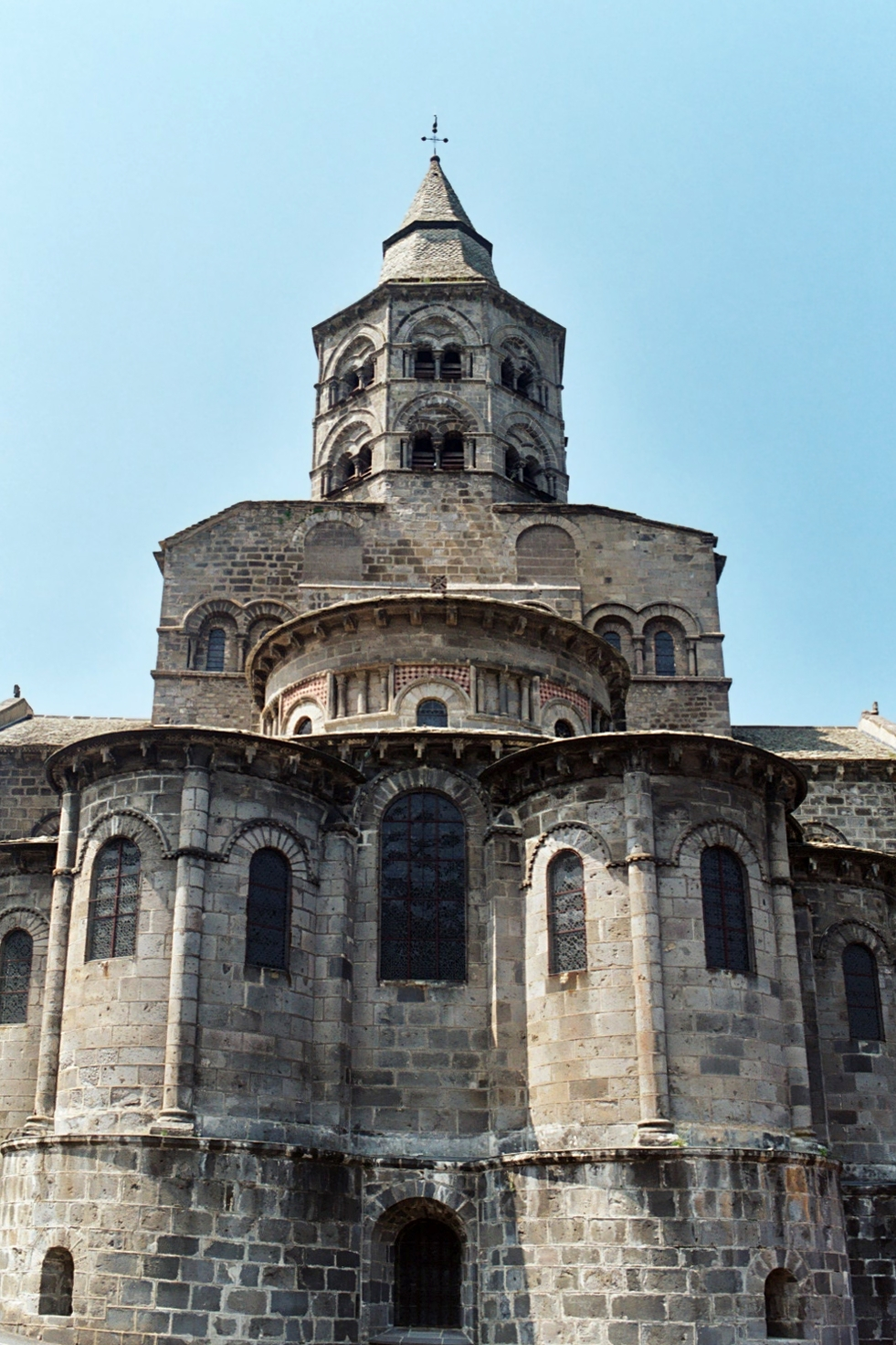
Escalonamiento de los volúmenes
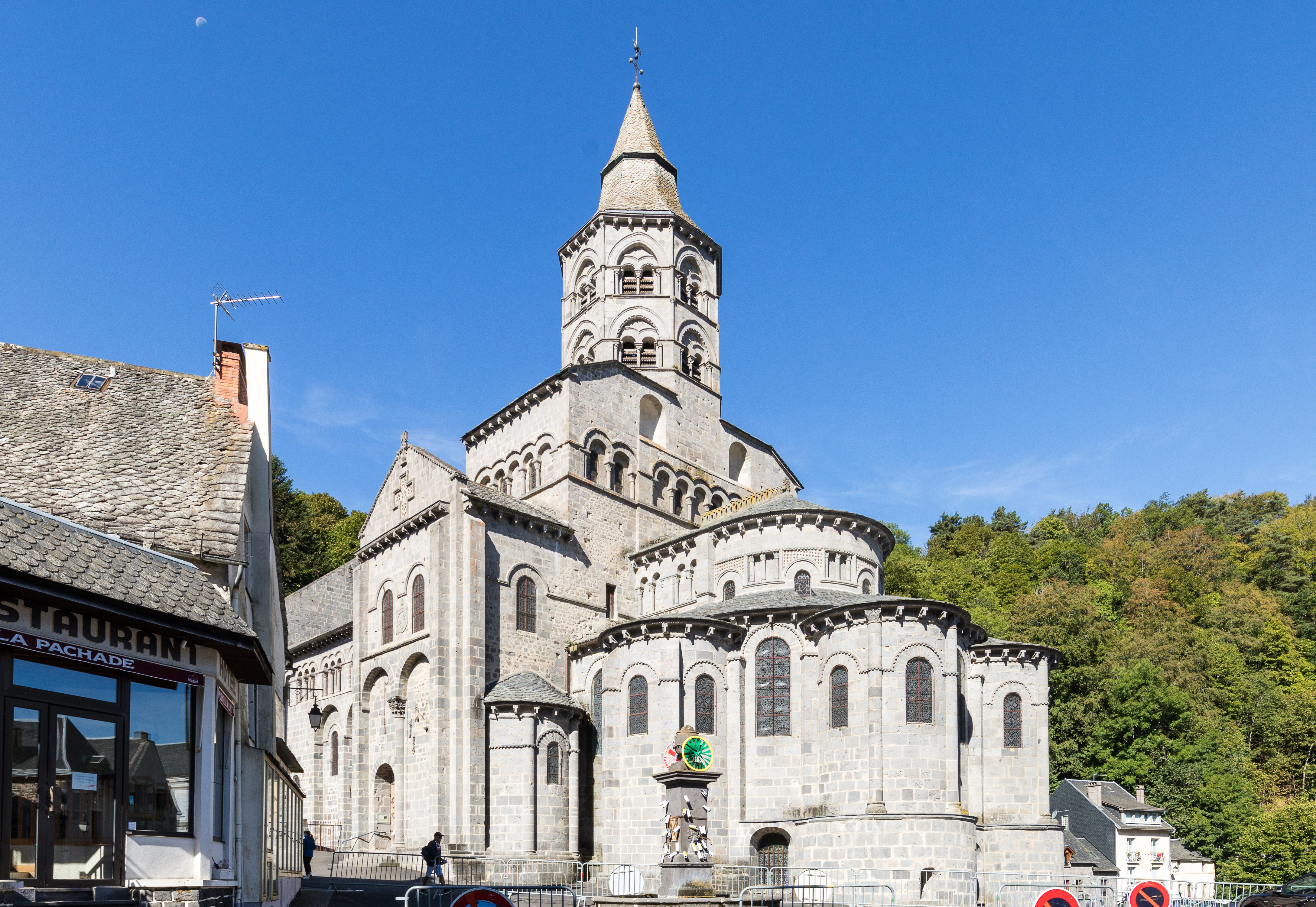
Vista de la cabecera
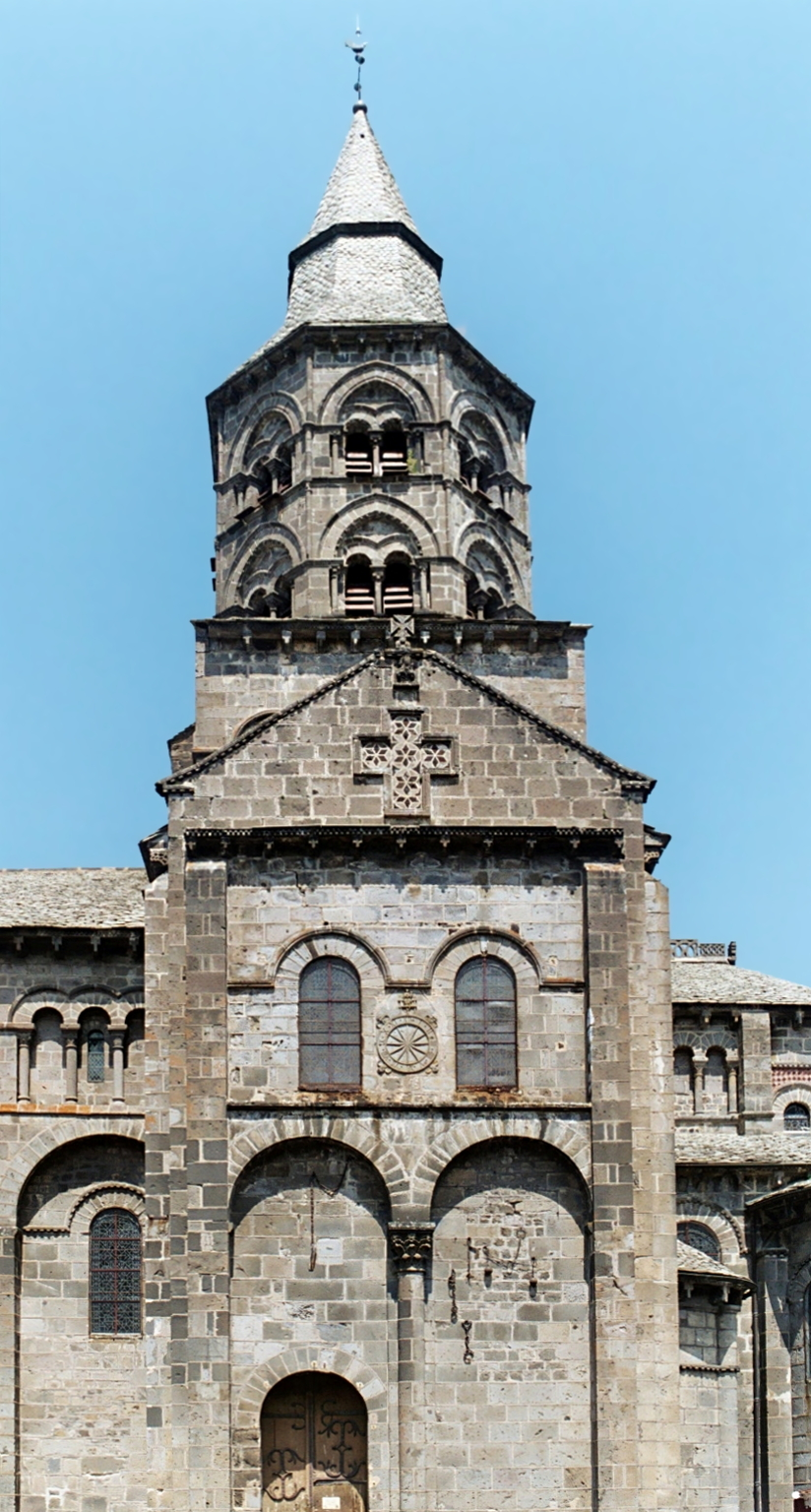
Brazo del transepto y campanario

### Decoración exterior

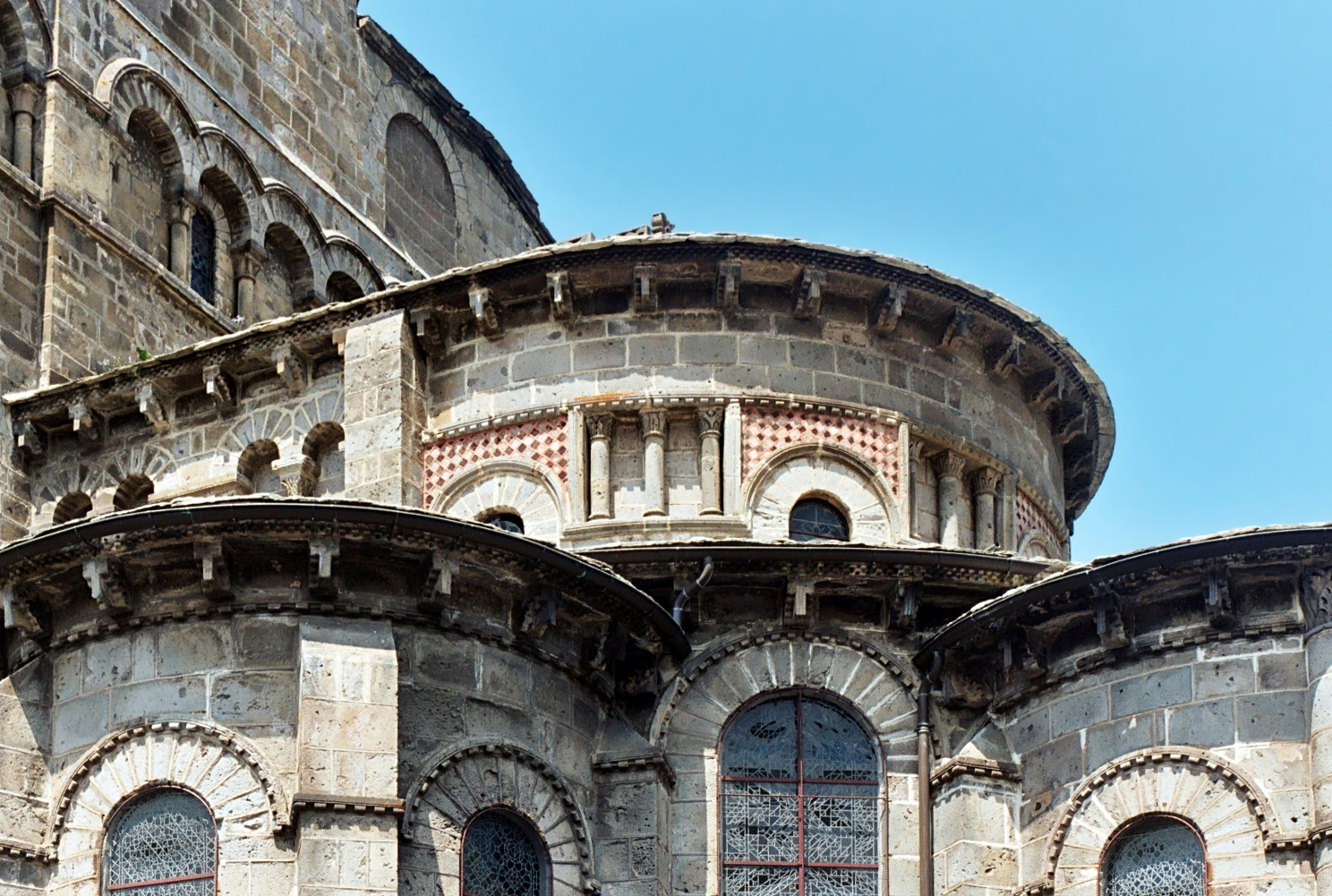
Detalle de las decoraciones de la cabecera

La cabecera tiene una destacada decoración policroma. Esta decoración, sin embargo, es mucho más simple que la que se encuentra en la cabecera de la iglesia Saint-Austremoine de Issoire: no hay mosaicos de rosetas policromas bajo la cornisa del coro.
El coro, el deambulatorio y las capillas tienen cada uno una cornisa en gran medida desbordante soportada por modillones con capiteles.
Las ventanas del coro están rematadas con mosaicos polícromos de rombos hechos con trachyandesita y alternan con camarines rectangulares que albergan cada uno tres columnillas.
Los arcos de las ventanas del deambulatorio y de las capillas están bordeados por un cordón de billettes.
El «macizo barlongo», por su parte, cuenta con numerosas ventanas con dovelas angulares policromadas.

### Fachadas laterales
La estructura de los muros laterales de la nave es del todo similar a la que se puede observar en la catedral de Notre-Dame-du-Port, en la iglesia de Saint-Austremoine de Issoire y en la iglesia de Saint-Nectaire: las ventanas de las fachadas laterales de la nave, bordeadas por un cordón de palanquillas, se encuentran bajo grandes arcos de rigidez coronadas por tripletes de vanos ciegos.

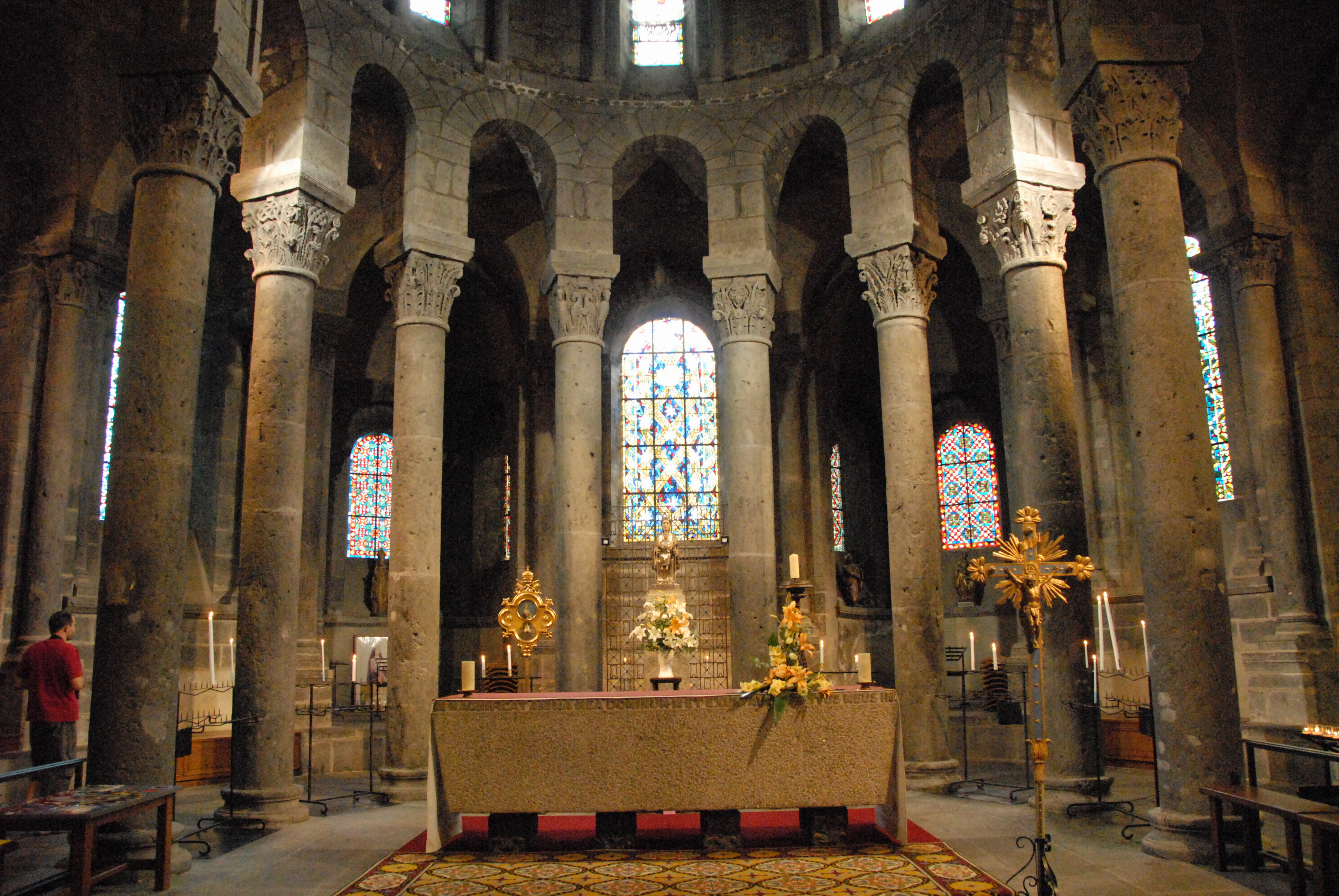
Coro de la basílica
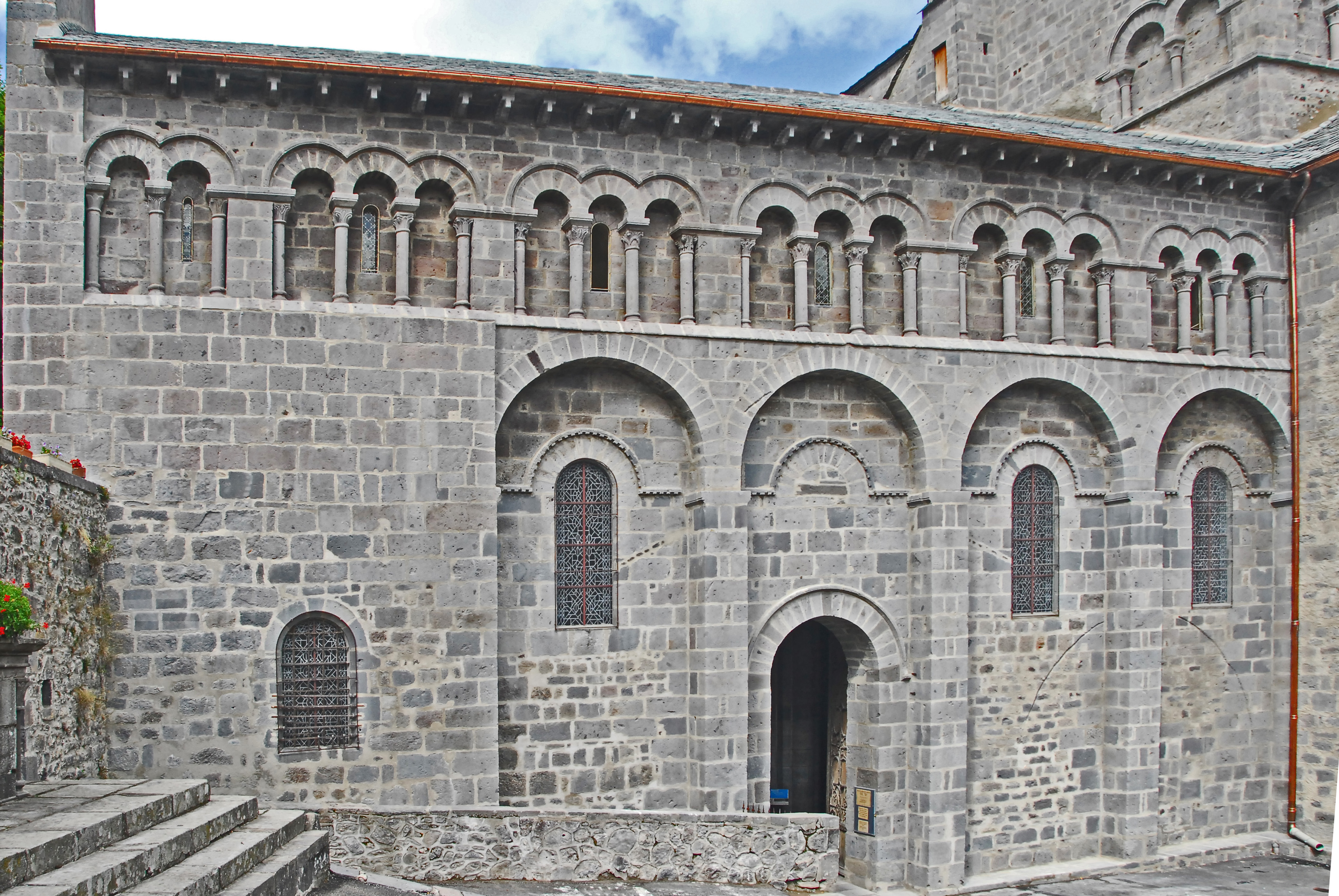
Vista Lateral
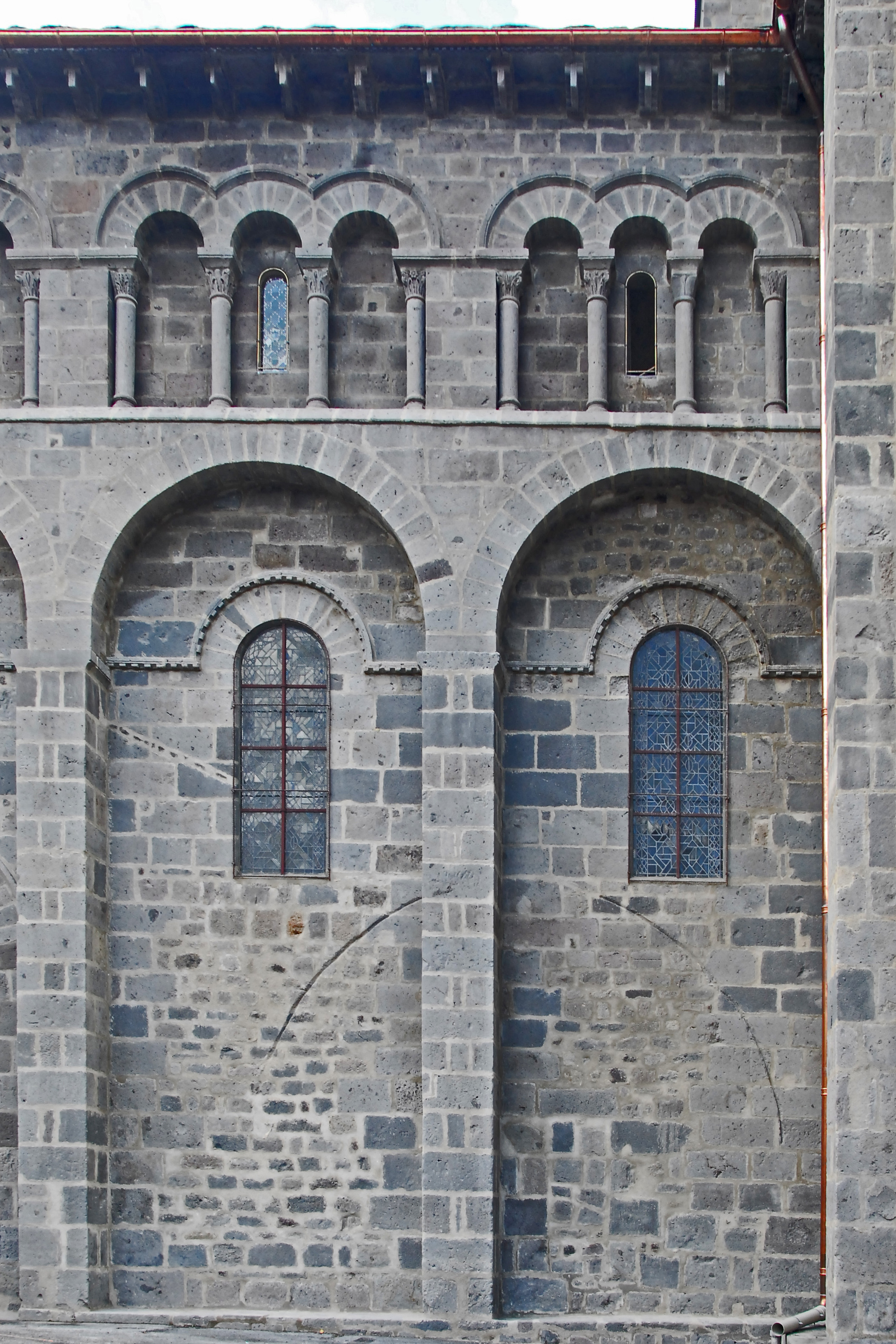
Detalle de año lateral
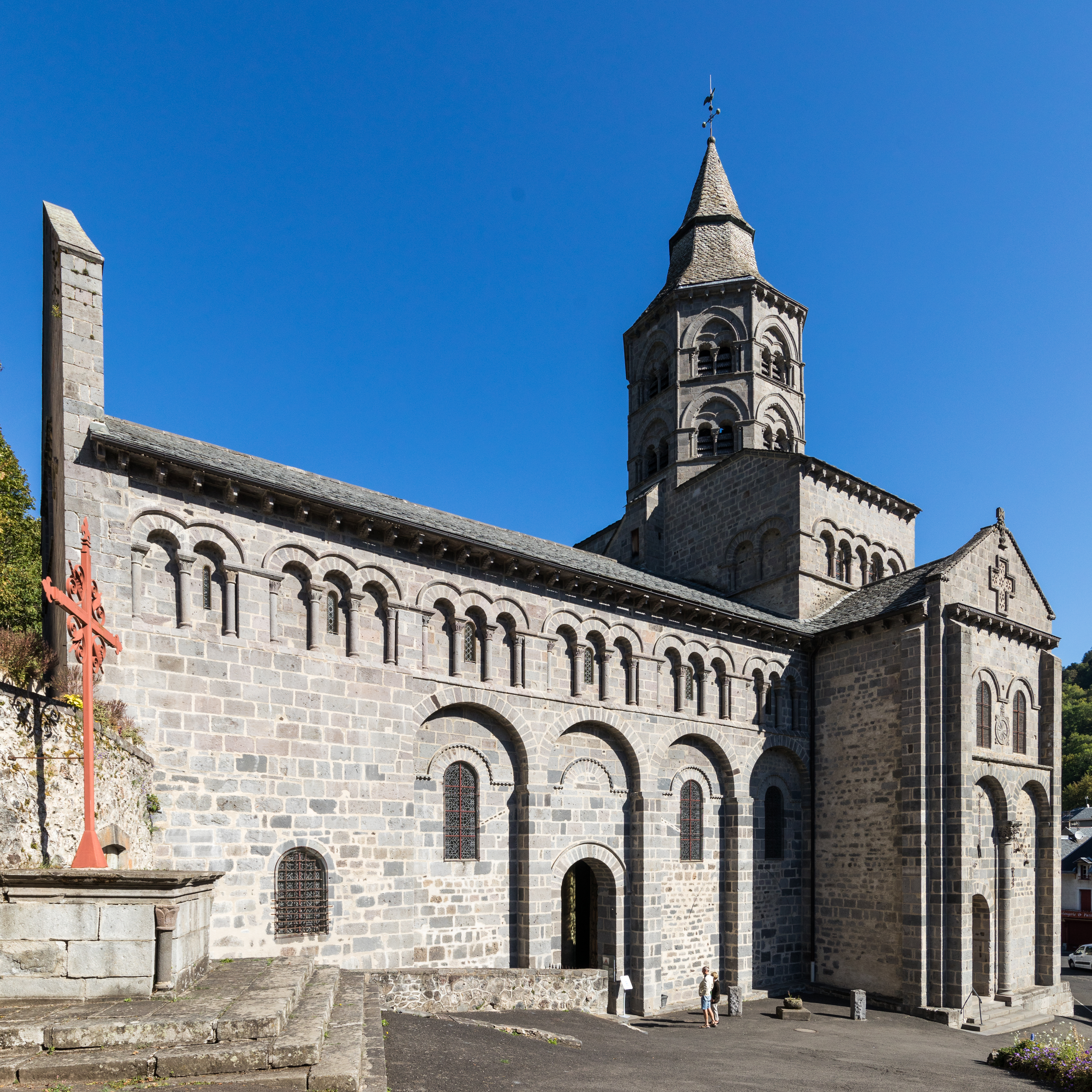
Vista Lateral

### Interior
El interior no es tan policromade como en Issoire, pero tiene la misma estructura que en las otras grandes iglesias románicas de la Baja Auvernia. El coro, cubierto con bóveda de horno, está rodeado por ocho columnas rematadass con capiteles esculpidos con motivos vegetales que soportan arcos peraltados coronados por una segunda serie de huecos, alternativamente perforados y ciegos.

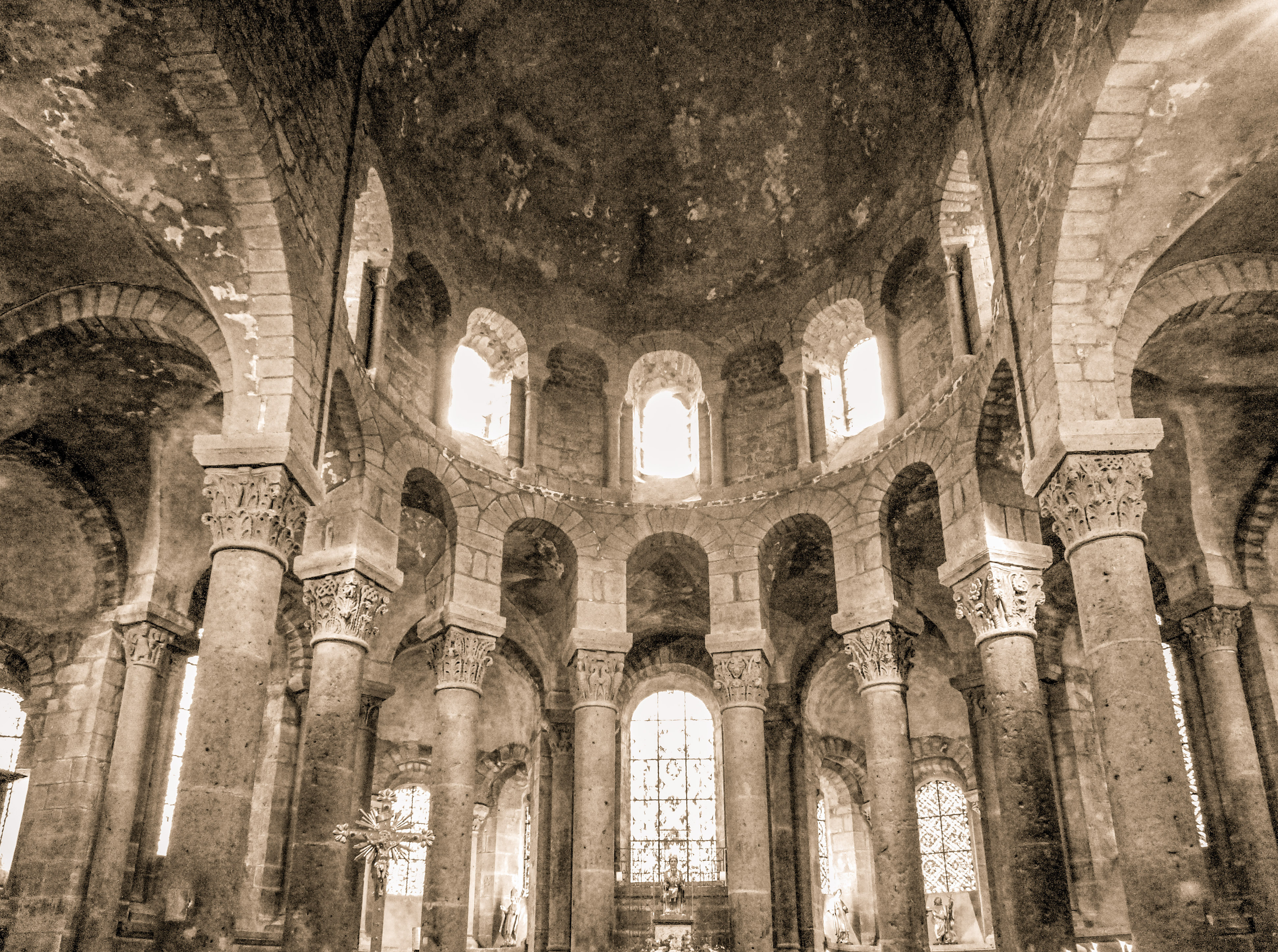
Coro de la basílica
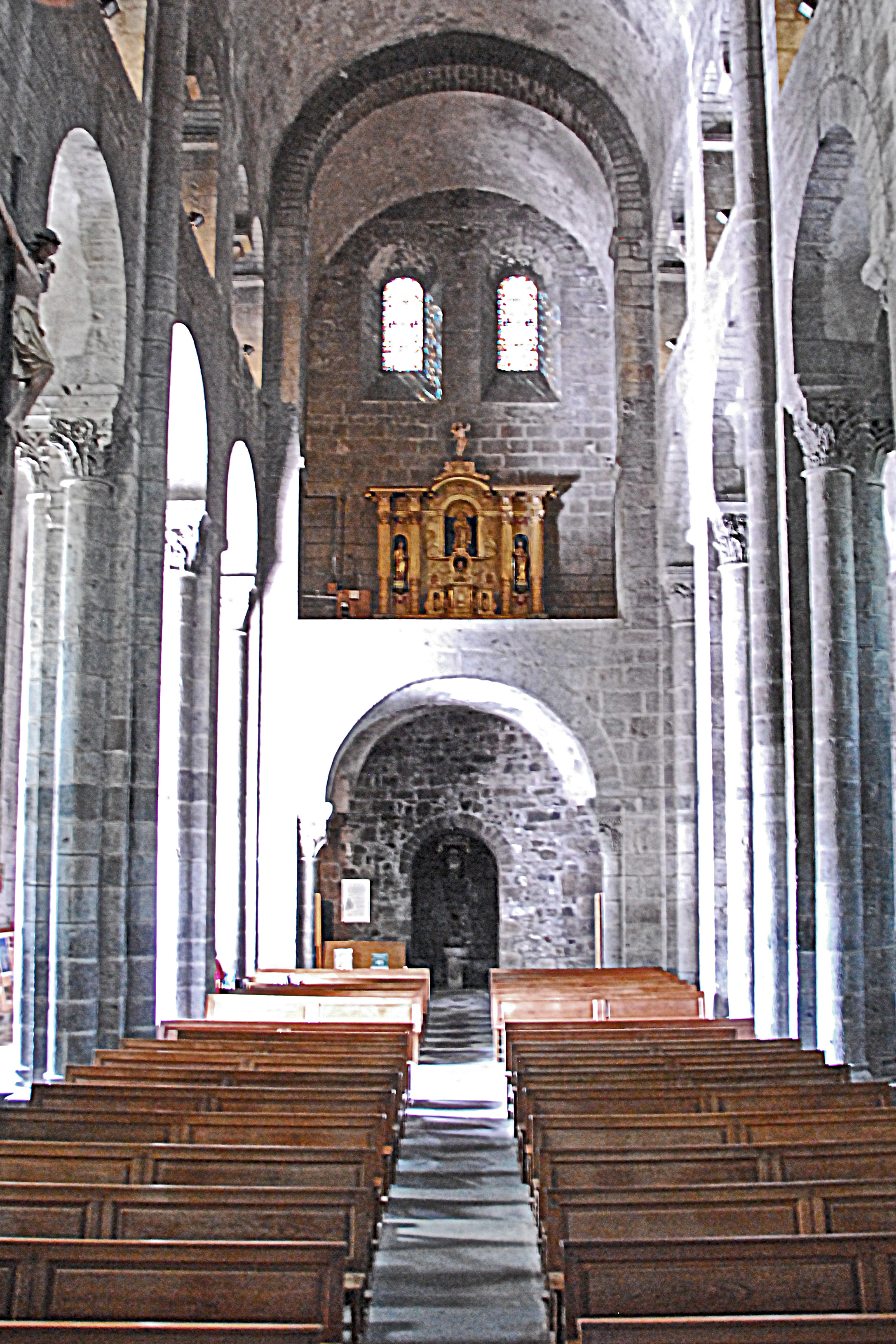
Nave principal (entrada)
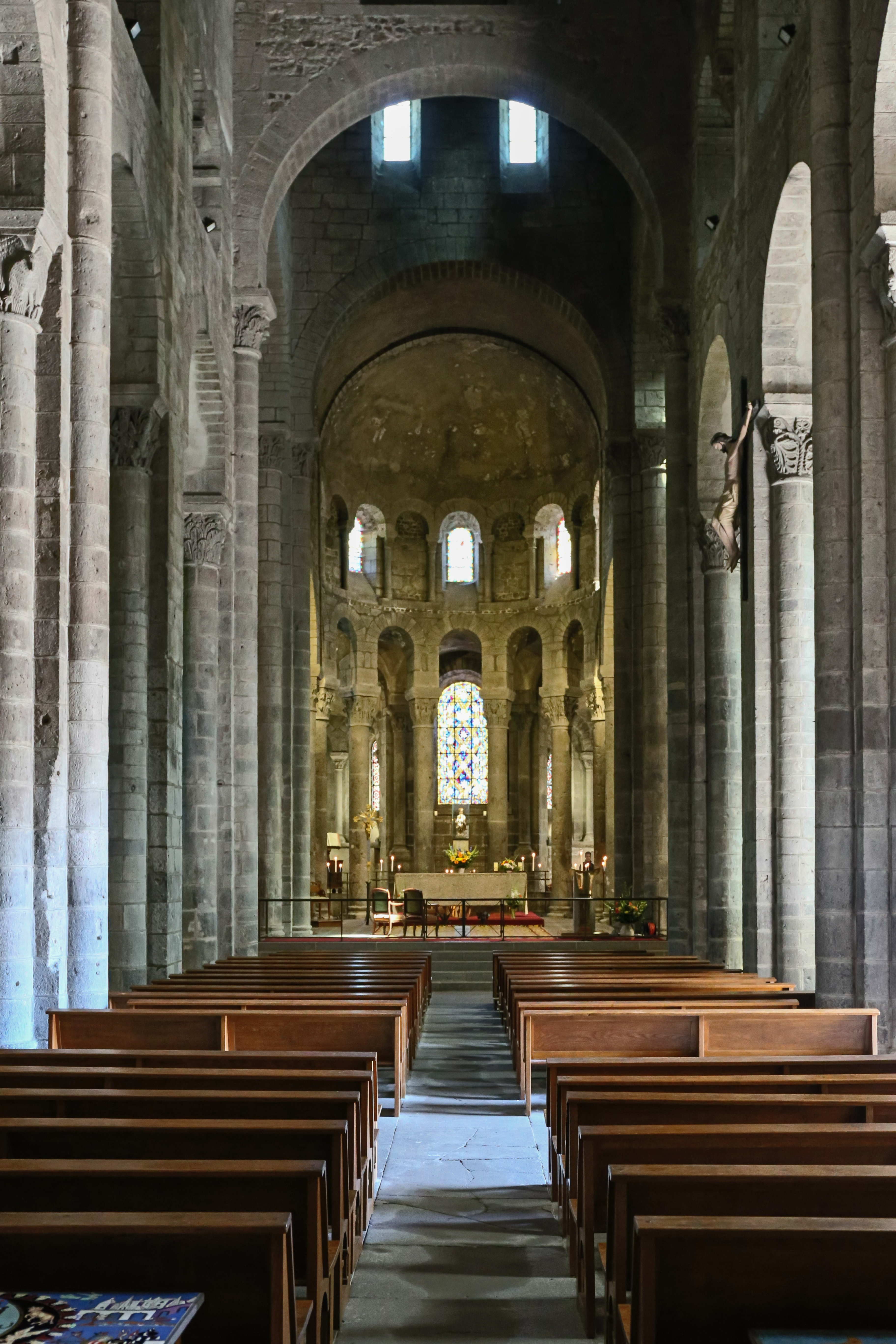
Nave principal hacia el ábside
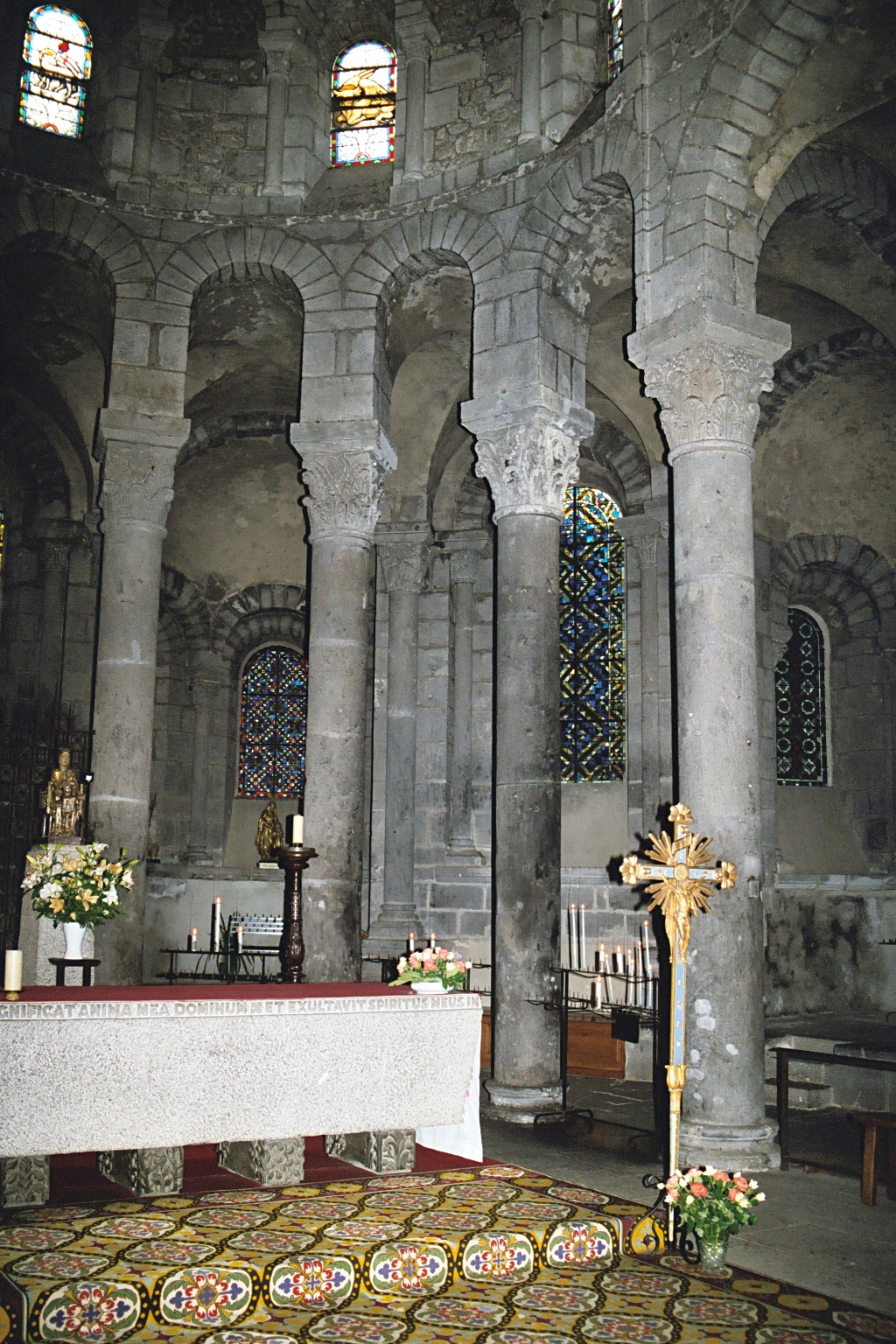
Columnas y capiteles de la rotonda

Detalles
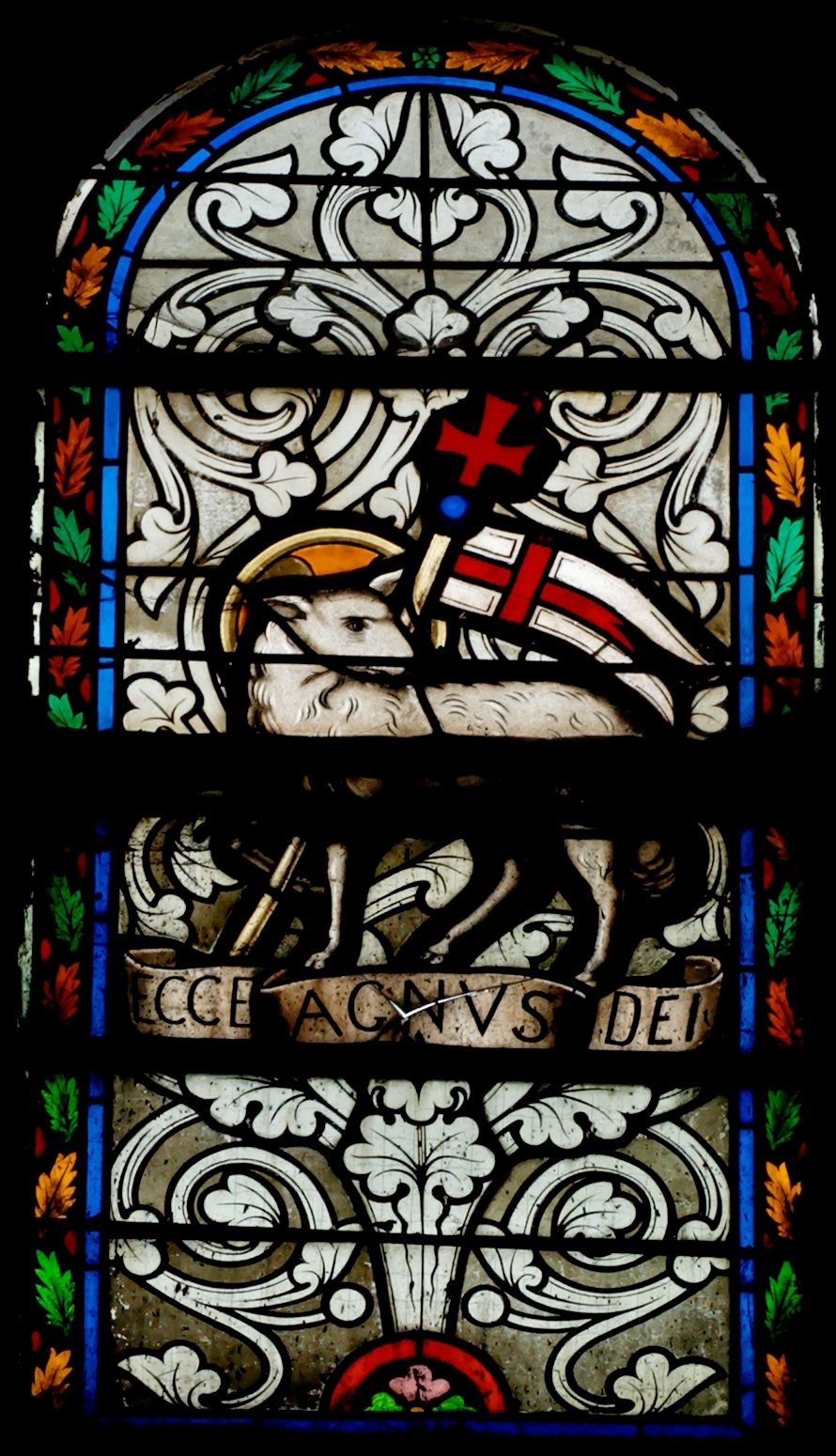
Vidriera
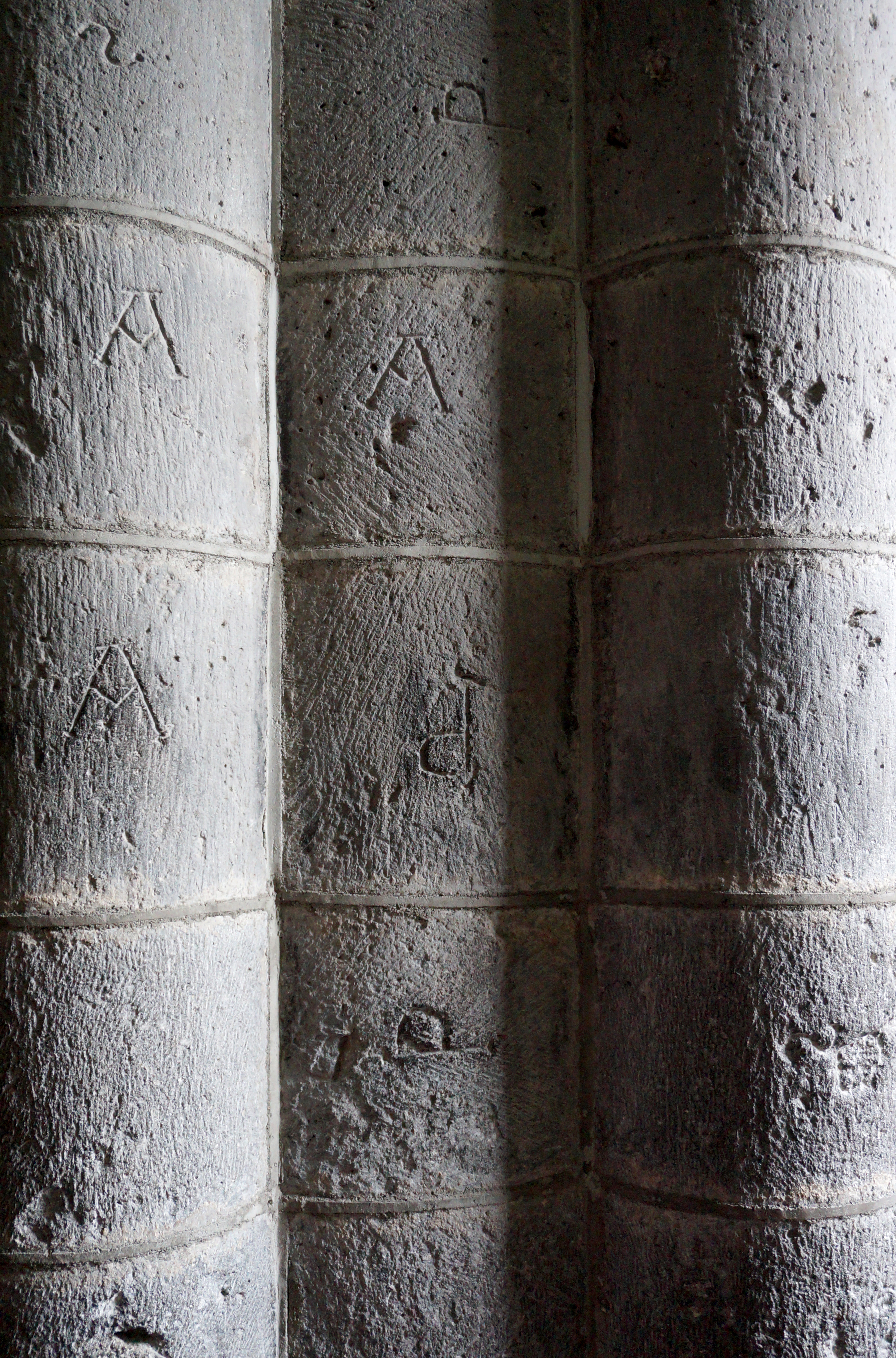
Pilar de la nave que tiene las marcas de cantero
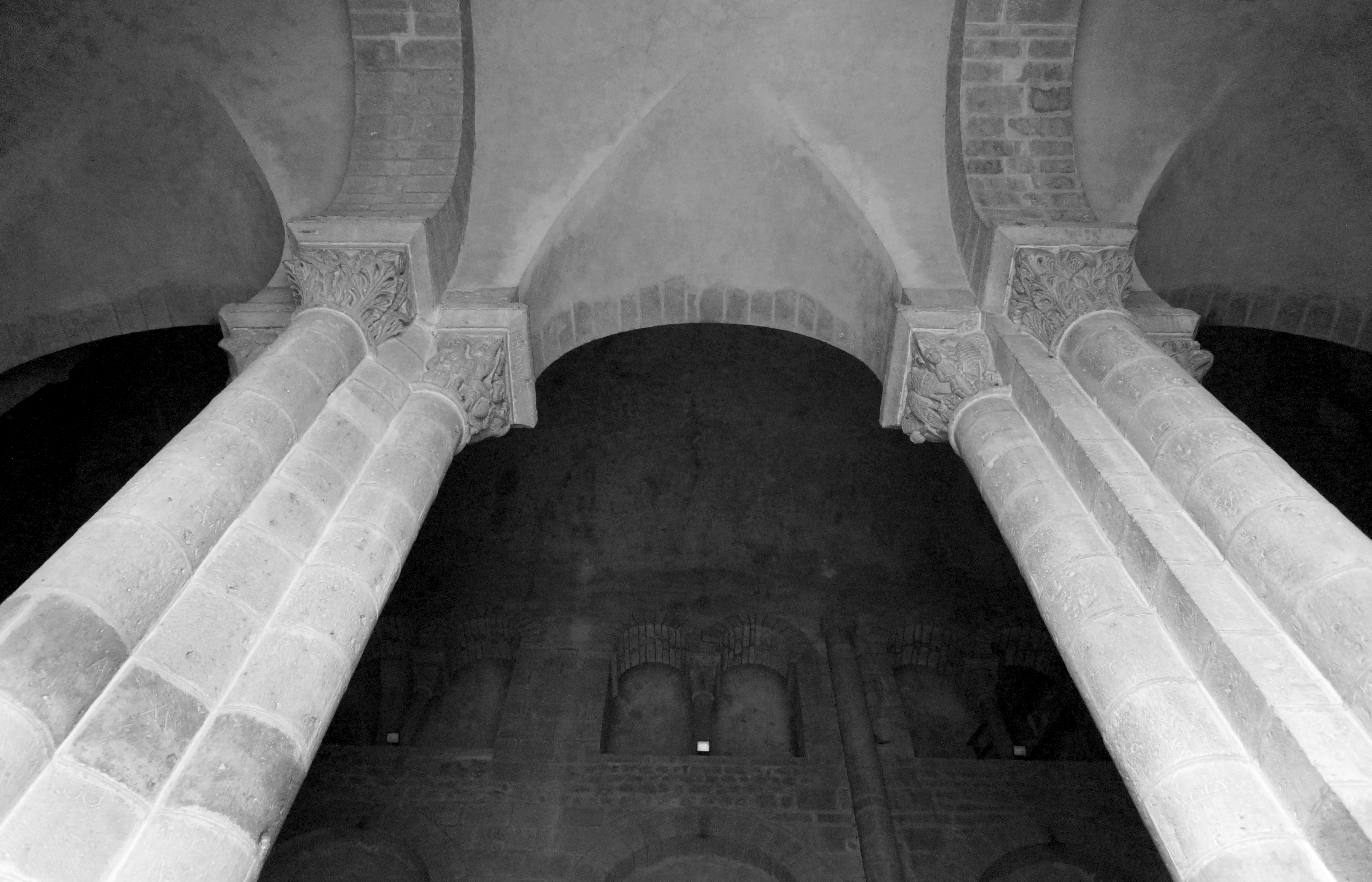
Columnas de la nave
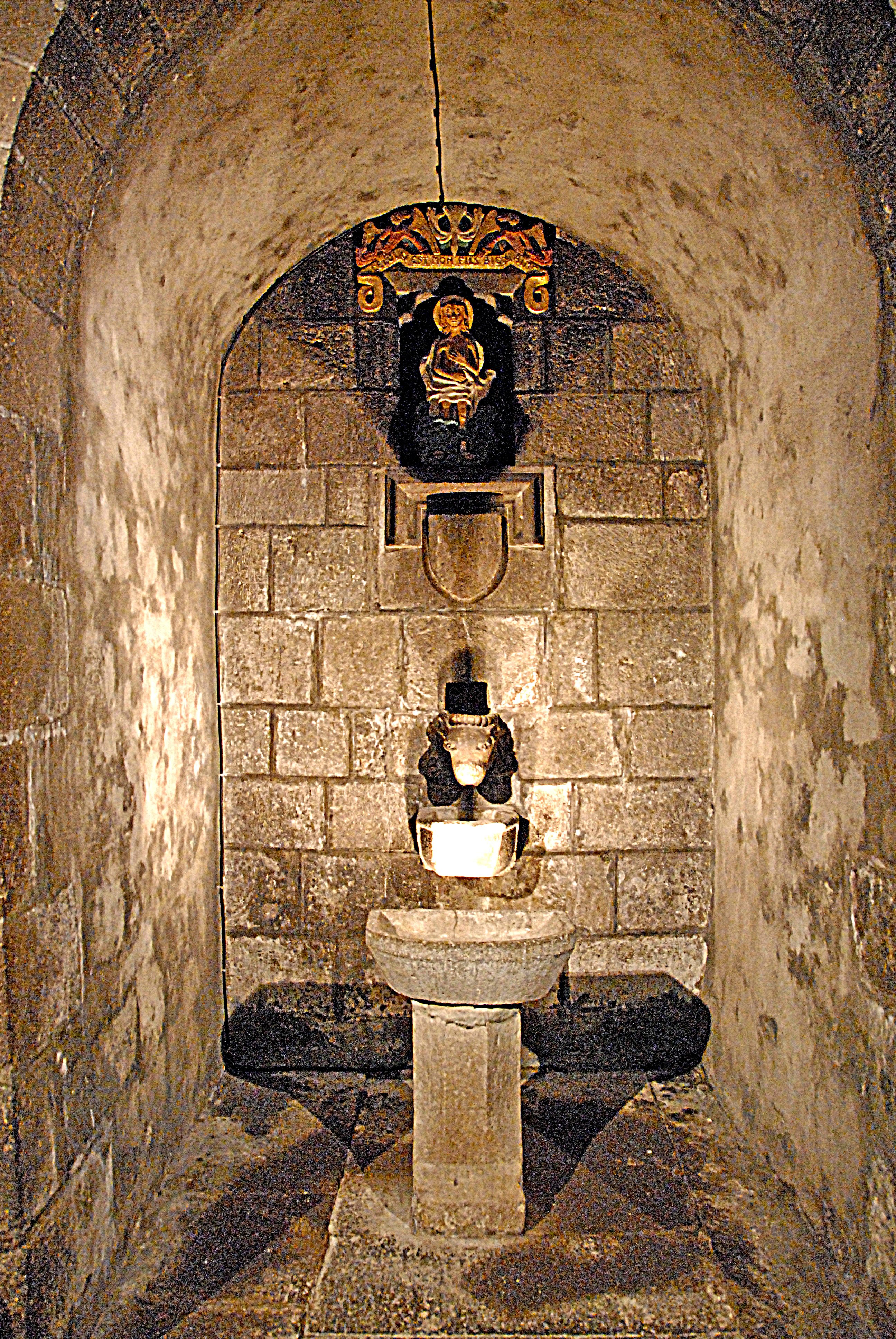
Pila bautismal
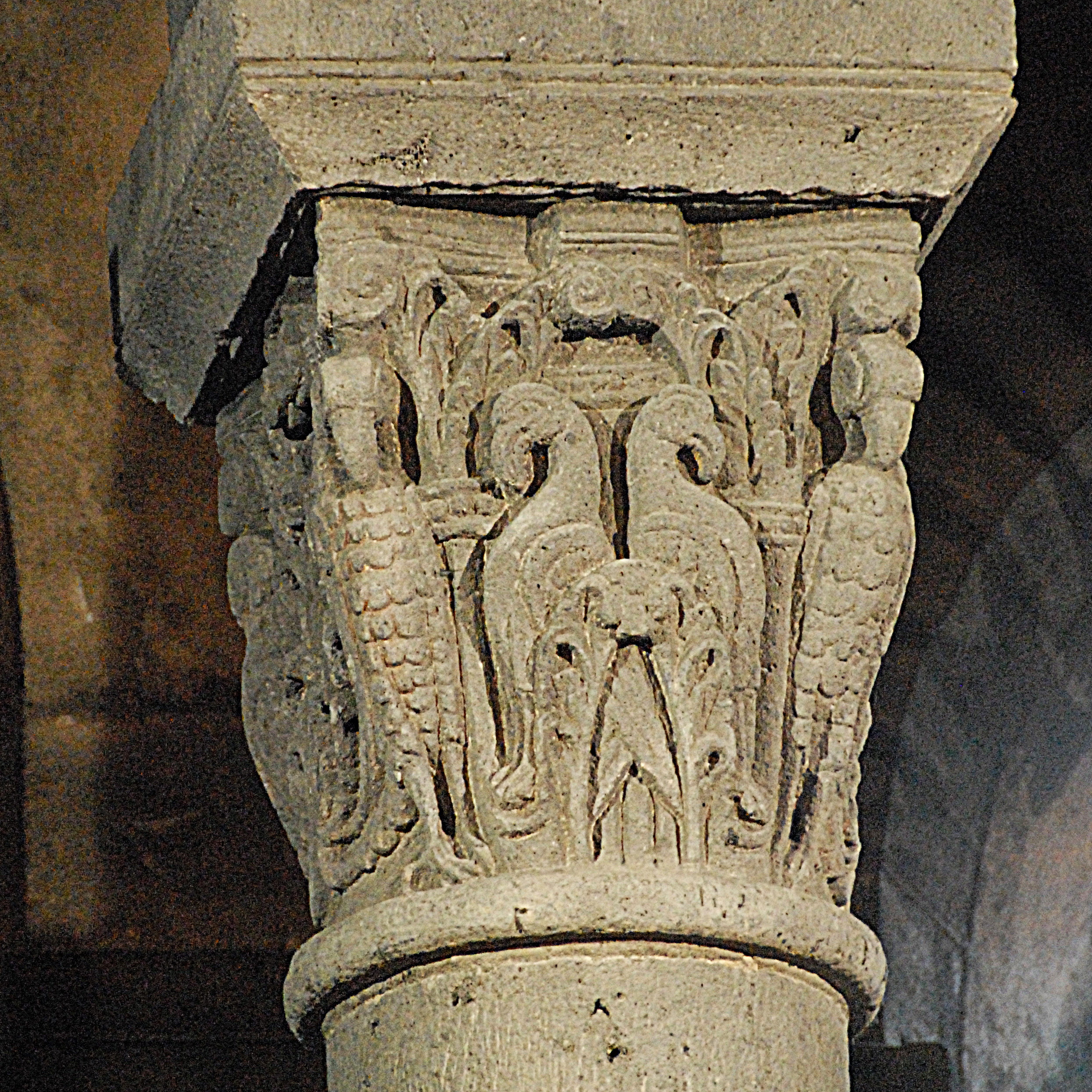
Detalle de capitel